# Pullcar Works
Die Pullcar Works waren ein britischer Automobilhersteller in Preston (Lancashire). 1906–1908 wurde ein Mittelklassefahrzeug gefertigt.
Die Besonderheiten des Pullcar 14/16 hp waren sein quer eingebauter Vierzylinder-Reihenmotor mit 1,8 l Hubraum und sein Frontantrieb. Der 3.505 mm lange und 1.600 mm breite Wagen besaß einen Radstand von 2.515 mm und eine Spurweite von 1.473 mm.
Besonders erfolgreich war das Konzept damals wohl nicht, denn nach 1908 hörte man nichts mehr von der Marke.

## Modelle
| Modell   | Bauzeitraum | Zylinder | Hubraum  | Radstand |
| -------- | ----------- | -------- | -------- | -------- |
| 14/16 hp | 1906–1908   | 4 Reihe  | 1810 cm³ | 2515 mm  |

## Quelle
- David Culshaw & Peter Horrobin: The Complete Catalogue of British Cars 1895–1975. Veloce Publishing plc. Dorchester (1999). ISBN 1-874105-93-6